# Michael E. Brown

Michael (Mike) E. Brown (2021)

Michael (Mike) E. Brown (* 5. Juni 1965 in Huntsville, Alabama) ist ein US-amerikanischer Astronom, der für die Entdeckung des Zwergplaneten Eris und die damit zusammenhängende Reklassifizierung von Pluto  als Zwergplanet bekannt ist, worüber er auch ein Buch schrieb.

## Leben
Mike Brown studierte bis zum Bachelor of Arts 1987 an der Universität Princeton. Er diplomierte 1990 an der University of California, Berkeley und schloss seine Promotion 1994 ab. 1997 ging er als Dozent an das California Institute of Technology. Er lehrt in Berkeley ab 2002 als außerordentlicher Professor und ab 2003 als Professor.
Brown ist seit dem 1. März 2003 mit Diane Binney verheiratet, 2005 wurde seine Tochter geboren.

## Werk
Brown beschäftigt sich vor allem mit der Spektroskopie von Objekten des äußeren Sonnensystems und war an der Entdeckung mehrerer großer transneptunischer Objekte beteiligt, z. B. Quaoar (2002), 2002 VR128 (2002), Sedna (2003), Orcus (2003), Eris (2003) und Makemake (2005). Der Zwergplanet Eris gilt als das zweitgrößte bekannte Objekt des Kuipergürtels, gleich nach Pluto.
In einer Veröffentlichung im Januar 2016 beschrieb er die mögliche Existenz eines bislang unentdeckten großen Planeten im äußeren Sonnensystem, vorläufig Planet Neun genannt. Browns Entdeckungen führten zur Diskussion um die astronomische Definition der Planeten und zur Einführung des Begriffs der Zwergplaneten.

## Auszeichnungen
- 2001: Harold-C.-Urey-Preis
- 2002: Namensgeber für den Asteroiden (11714) Mikebrown[2]
- 2006: Time Magazin Liste der 100 einflussreichsten Personen von 2006.[3]
- 2012: Kavli-Preis
- 2013: Mitglied der National Academy of Sciences